# Moritz Daublebsky-Sterneck
Moritz Georg Josef Franz Maria Freiherr Daublebsky von Sterneck (* 29. Februar 1912 in Wagstadt; † 10. Januar 1986 in Vomp) war ein österreichischer Jurist und Wehrmachtsoffizier. Er war ein Gerechter unter den Völkern aus der Familie Daublebsky von Sterneck.

## Herkunft und Ausbildung
Moritz Daublebsky-Sterneck war der Sohn von Moritz Jakob Freiherr Daublebsky von Sterneck (1871–1917) und dessen Ehefrau Maria, geborene Freiin Salvadori von Wiesenhof (1872–1962). Er studierte Rechtswissenschaften und wurde zum Dr. jur. promoviert.

## Zweiter Weltkrieg
Daublebsky-Sterneck war Offizier der Wehrmacht in der Slowakei und besaß mit seinen Verwandten ein Haus im Dorf Borčice.
Als die Wehrmacht in die Slowakei einrückte, floh die Wiener Jüdin Magdalena Livia Dubnicka mit ihrer Mutter in der Slowakei in die Berge. Sie hofften, dort den Weg zu den Partisanen zu finden. Auf ihrer Flucht kamen sie in das Dorf Borčice. Sie wandten sich hilfesuchend an Daublebsky-Sterneck, dessen Verwandte mit den beiden Flüchtlingen befreundet waren. Dieser erklärte sich bereit, ihnen in seinem Haus Unterschlupf zu gewähren, obwohl er wusste, dass das Verbergen von Juden mit dem Tode bestraft würde.
Lange Zeit sorgte er für die in seinem Haus versteckten Jüdinnen. Eines Tages erklärte er ihnen, dass ein Dorfbewohner sie bemerkt und den Verdacht geäußert hätte, dass sie Juden seien. Magdalena und ihre Mutter hatten Angst, weiter in seinem Haus zu bleiben. Sie beschlossen, in ihre Heimatstadt zurückzukehren, in der Hoffnung, dass die Deutschen inzwischen die Suche nach ihnen aufgegeben hätten. Daublebsky-Sterneck sagte ihnen, dass der einzige Fluchtweg aus dem Dorf über eine Brücke des Flusses Waag gehe. Die werde jedoch von deutschen Soldaten bewacht. Deswegen zog sich Daublebsky-Sterneck seine Wehrmachtsuniform an und begleitete die beiden Jüdinnen im Schutz der Nacht über die Brücke.
Die Überquerung der Brücke glückte, doch kurz darauf wurden Magdalena und ihre Mutter von den Deutschen entdeckt und festgenommen. Sie wurden in das KZ Ravensbrück überführt, wo die Mutter starb. Magdalena wurde später in das KZ Bergen-Belsen überstellt und erlebte dort die Befreiung.

## Gerechter unter den Völkern
Für die Hilfe, welche Daublebsky-Sterneck den beiden Frauen zukommen ließ, wurde er später als Gerechter unter den Völkern anerkannt und mit einem Baum im Garten von Yad Vashem geehrt.